# フランクリン・ルフラーニ

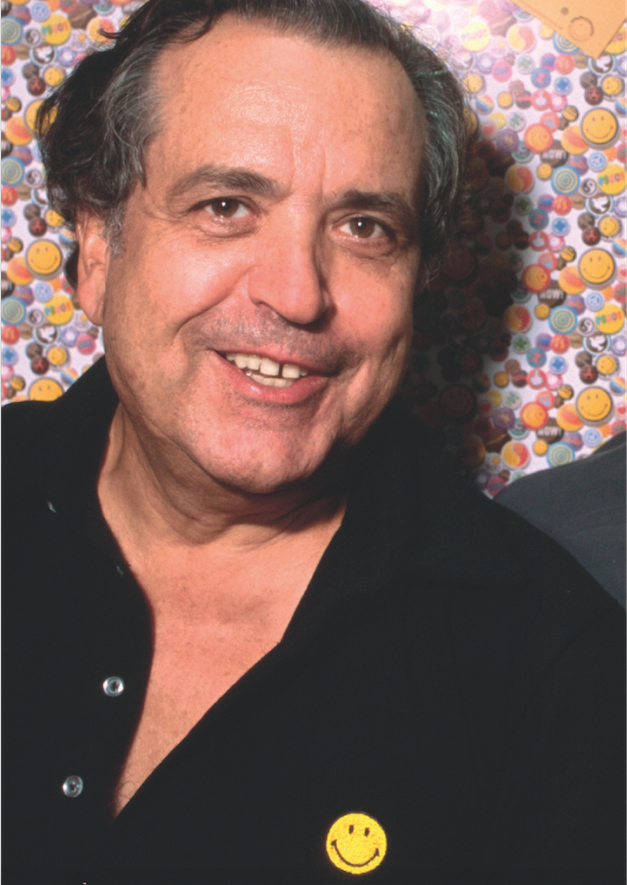
フランクリン・ルフラーニ

フランクリン・ルフラーニ（Franklin Loufrani、1942年10月25日 - ）はアルジェリア・アルジェ生まれ、スマイリー社代表取締役。多くの国でスマイリーフェイスと「スマイリー」という名前の登録商標と著作権を所有している。

## 来歴
フランクリン・ルフラーニは、50年間以上ジャーナリズムの世界におり、ライセンス産業でもリーダー的な立場にある。
フランス・ソワール紙のジャーナリストおよび広告代理店マシウス・ランダのコピーライターとして1960年に活動を開始。1969年にルフラーニはフランスの出版社アシェットのぞうのババールおよび同書のその他のキャラクターの版権を貸与する版権部署を発足。
1972年、ルフラーニはスマイリーフェイスを商標登録し、使用を促進した最初の人間となる。新聞フランス・ソワールの面白いニュースを目立たせるために使用した。このデザインを単純に「スマイリー」と呼び、自分の会社であるナレッジ・マネージメント・インターナショナル(KIM)社で版権の貸与をはじめた。
1973年、ルフラーニはマーベル・コミックスの版権エージェントであるジュニア・プロダクション社の会長および取締役に就任。ハンナ・バーベラ, ラリー・ハーモンおよびその他のメジャーな米国のグローバルな版権所有者、および人気を獲得したゴルドラック（日本名UFOロボ グレンダイザー）、プリンス・サファイア（日本名リボンの騎士）その他多数の作品の版権エージェントとなるジュニア・プロダクション社の会長および取締役に就任。
1977年、テレジュニアS.Aを設立し会長およびパブリシングディレクターに就任。1978年、さらにテレパラードのパブリシングディレクターにも就任した。ルフラーニは当時、版権所有者の認知度を高めるために雑誌、レコード、テープ、ビデオテープの出版と配布に革新的なステップを取り入れることで大きな貢献を果たした。メディアキャンペーンとパブリシングを通して版権所有者（マーベル、ハンナ・バーベラ、ラリー・ハーモン）を支援した初の版権エージェントとなる。
1980年、ルフラーニはS.P.P.S (Syndicat des Publication Périodiques Spécialisées) の書記長に指名され、同年8月にはファム・ドージュルドゥイの一部署としてSARL ジュニア・ドージュルドゥイを設立。ルフラーニの出版業界での知名度が上がるにつれ、1981年には F.N.P.H.P (Fédération Nationale de la Presse Hebdomadaire et Périodique)の相談役メンバーに就任、その後1984年にはF.N.P.H.Pの広告コミッションメンバーに就任している。
1981年10月、ルフラーニはファム・ドージュルドゥイからSARLジュニア・ドージュルドゥイの株式を購入。またジュニア・プロダクション社の「テレ・ジュニア」をの所有権および利用権を獲得。この期間中、フランクリン・ルフラーニは継続してスマイリーをグローバル版権所有者として成長させ、1996年にロンドンでルフラーニの息子であるニコラ・ルフラーニがスマイリー社に入社。親子でスマイリーの版権会社を設立、1971年からフランクリン・ルフラーニが管理した既存の版権を引き取る。

### スマイリーブランドの創立
1971年、ルフラーニは、フランスを代表するフランス・ソワール紙のピエール・ラザレフに、ふさぎ込むようなニュースが多くなったこの時代に、わずかな幸せ感を吹き込むようなキャンペーンを立ち上げるようにという、要請を受ける。ルフラーニは楽しいニュースを目立たせるシンプルなロゴのアイディアを思いつく。
このロゴは1971年に、品物とサービスの分類1, 2, 4, 9, 14, 15, 16, 18, 20, 21, 24, 25, 28, 29, 30, 32, 33, 34, 35, 38, 39, 41でINPI(フランス産業財産庁)に正式に登録された。フランス・ソワール紙で行ったルフラーニの幸せ感を促進するキャンペーン「スマイルする時間を作ろう」で、スマイリーロゴは1972年1月1日に誕生。この時初めてスマイリーロゴの所有権が発行、登録された。このプロモーションが人々の注目を集める前に、さまざまな業界においてスマイリーの版権の機会は訪れ、大きなマーチャンダイジング現象を引き起こした。スマイリーキャンペーンはオランダのデ・テレグラーフ紙、スイスのブリック紙、スペインのラ・バングアルディア紙にも広がった。

### スマイリー・ワールド・アソシエーション
2005年、ルフラーニは慈善団体スマイリー・ワールド・アソシエーション(SWA)を創設。企業の収益を世界中の社会的プロジェクトのスポンサー提供に投入。